# Ploceus burnieri
Ploceus burnieri là một loài chim trong họ Ploceidae.